# ديفيد طومسون (رجل أعمال)
ديفيد طومسون (بالإنجليزية: David Thompson)‏ هو رجل أعمال بريطاني، ولد في 4 أبريل 1936 وتوفى في 4 يناير 2021. وهو من مؤسسي شركة هيلزداون هولدينجز (حالياً بريمير فودز).